# Хлавата-Покорна, Анна
Анна Хлавата-Покорна (чеш. Anna Hlavatá-Pokorná), в девичестве — Хлавата (чеш. Hlavatá; 24 февраля 1889, Chyjice — 22 октября 1961, Прага) — чешская учительница, переводчица, директор школы, профсоюзная деятельница, социальная работница, редактор, суфражистка и феминистка. Учительница и основательница Молодёжного легиона, клуба досуга в пражской Голешовице, де-факто первого женского общества в Чехословакии. Сотрудничала с ведущими деятелями движения за эмансипацию чешских женщин в своё время, такими как Алиса Масарикова.

## Биография

### Ранние годы
Родилась вблизи Йичина в семье чешского мельника. Будучи эмансипированной девушкой, решила стать учительницей, окончив учительский институт. Работала учительницей в детских садах и государственных школах, в 1914 году начала работать в Государственном женском учительском институте в Праге практикующей учительницей, где проработала десять лет. Женилась на Гуго Покорне.

### Молодёжный легион
После создания Чехословакии сотрудничала с Алисией Масариковой, дочерью президента Томаша Масарика и соучредительницей Чехословацкого Красного Креста, при поддержке которой основала Молодёжный легион в 1919 году в пражской Голешовице. Это была первая современная организация, которая пыталась систематически работать с бездомной молодежью или сиротами после Первой мировой войны. Организация организовывала досуг. Например, построила детскую площадку, и в то же время пыталась привить идеалы взаимного равенства, справедливости и позитивного отношения к молодой республике. За образец брали и чехословацких легионов. Также Хлавата-Покорна работала в сфере предотвращения преступности и ввела уроки полового воспитания. В 1922 году Молодёжный легион приобрел собственное новое здание на улице Плинарные в Голешовице. В последующие годы институт посещало почти 200 юношей от 10 лет. В Праге схожей деятельностью занимался также духовный и социальный деятель Пршемысл Питтер.

### После 1939 года
После создания так называемой Второй Республики Хлавата-Покорна была вынуждена покинуть свой город. После оккупации Чехословакии армией нацистской Германии, установления протектората Богемии и Моравии и начала Второй мировой войны она участвовала в антинацистском сопротивлении. В 1939 году институт прекратил свое существование. Однако в 1943 году её арестовало гестапо. Анна Хлавата-Покорная была осуждена и заключена в концентрационный лагерь.
После войны она вернулась в Прагу и полностью посвятила себя лекциям.

### Смерть
Анна Хлавата-Покорна умерла 22 октября 1961 в Праге, когда ей было 72 года.